# کدگذاری عصبی

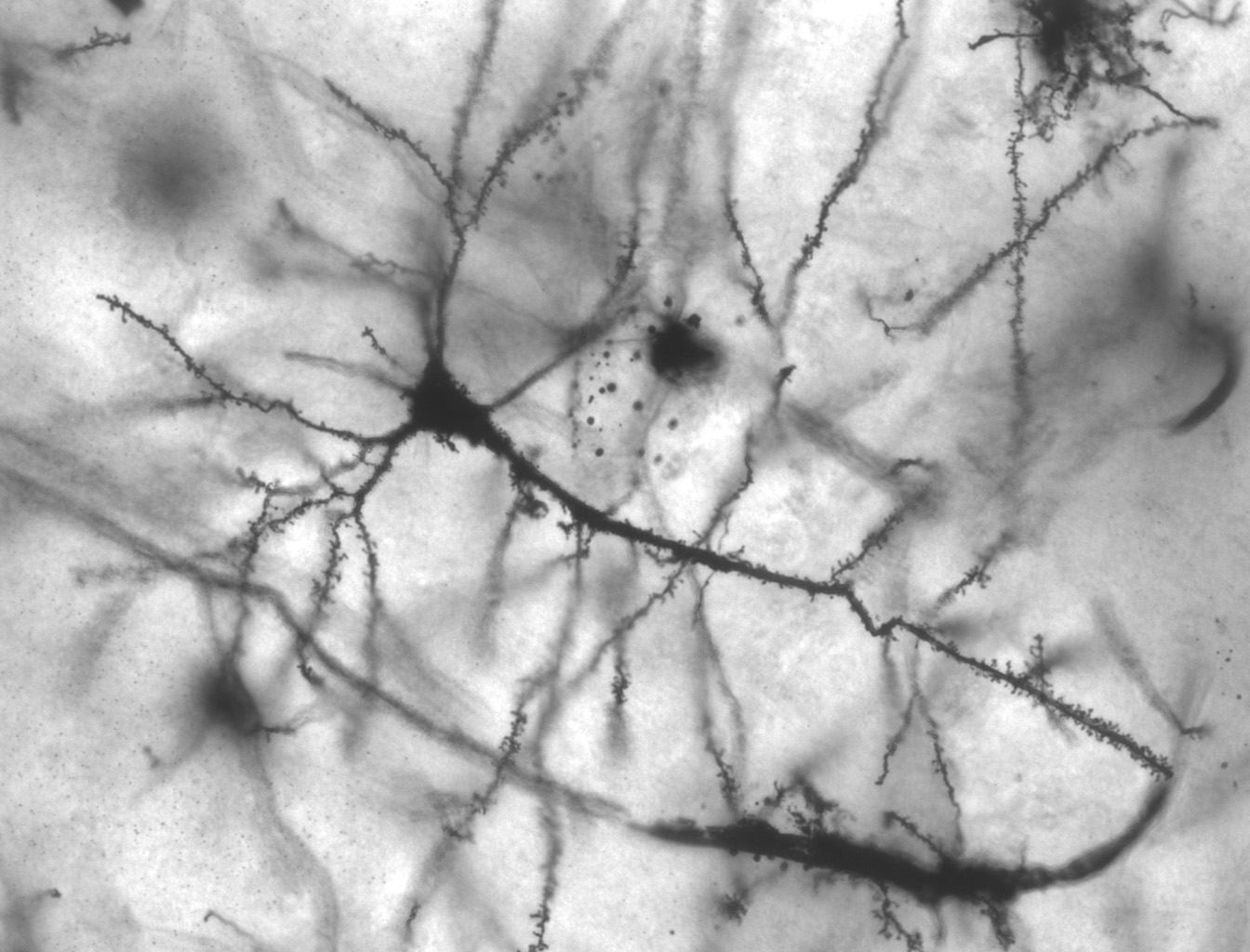
کدگذاری عصبی در یک بیمار صرعی- تصویر ۴۰ برابر بزرگ‌تر شده است

کدگذاری نورونی (یا کدینگ عصبی، کد نورونی، یا رمز عصبی)، یکی از مباحث کلیدی مرتبط به علوم مغز و اعصاب است که به توصیف ارتباط بین محرک و پاسخ یک تک نورون یا گروه نورونی و همچنین فعالیت الکتریکی اعصاب در این گروه می‌پردازد. بر اساس این نظریه که اطلاعات حسی و دیگر اطلاعات ارائه شده در مغز توسط شبکهای از نورونها بیان می‌شود، گمان می‌شود که سلول‌های عصبی می‌توانند اطلاعات دیجیتال و آنالوگ را کد کنند.

## معنای کدگذاری محتوای اطلاعاتی
در این رویکرد، هویت محرک (معمولاً محرک حسی) یک محتوای اطلاعاتی (مربوط به اطلاعات حسی) دیده می‌شود. کدگذاری یک محتوای اطلاعاتی، به معنی تمایز و تفکیک یک حالت از محتوای اطلاعاتیِ کدگذاری شده است از حالات ممکنِ دیگر برای آن محتوای اطلاعاتی. این تمایز و تفکیک با نگاه به الگوی فعالیت نورونهای درگیر در این کدگذاری انجام می‌شود.
معمولاً پاسخ نورون‌ها، فعالیت الکتریکی آن‌ها در نظر گرفته می‌شود که به فرم شلیک نورونی (اسپایک یا پتانسیل عمل) است. هر الگوی فعالیت، نمایانگر یا اعلان‌کنندهٔ هویت محرکی است که نورون‌های مورد نظر مسوول پاسخ به آن هستند (گماشته شده‌اند). گیرندهٔ آن سیگنال‌ها (فعالیت‌های نورونی)، آن‌ها را به نوعی تعبیر، تفسیر و ترجمه می‌کند. برای این منظور باید هماهنگی ای از قبل میان فرستنده و گیرندهٔ آن کدها برقرار شده باشد که در طی آن روشی بین آن‌ها توافق شده و کد ی گماشته شده است. از نظر گیرندهٔ فرضی، و در طی این رمزگشایی فرضی، و با کمک توافق قبلی است که این پاسخ‌ها و فعالیت‌ها ی نورونی، نمایانگر یک محتوای اطلاعاتی شده‌اند. بدین ترتیب، ملاحظهٔ پاسخ، تمییز و تفکیک آن از سایر محتواهای ممکن می‌کند و قائل به وجود آن محتوای اطلاعاتی در آن بخش از مغز می‌شویم. منظور از محتوای اطلاعاتی، تمایز و تفکیک نوع محرک (معمولاً محرک حسی) است که بر اساس خوانشِ فعالیتِ الکتریکی آن گروه از نورونها انجام می‌شود. به عبارت دیگر، آن محتوا ی اطلاعاتی در پاسخ یا فعالیت نورونی نمود یافته، اعلان (مانیفست)، ابراز (اکسپرس) و ارائه (رپرزنت) شده. در اینجا منظور از ابراز این است که اطلاع مورد نظر، از طریف آن کد (رمز و الگو)، به بقیهٔ مغز اعلان و اطلاع‌رسانی می‌شود. ممکن است بقیهٔ مغز به‌طور کامل یک رمز گشایی (به معنی انسانی آن) انجام ندهند اما از دید یک ناظر سوم-شخص (ناظر شناسا)، این عمل کدگذاری و خوانش را می‌توان یک کد گذاری و سپس رمزگشایی دید که (به ترتیب) در ابتدا و انتها یک کانال اطلاعاتی انجام شده است. ریشه‌های ایدهٔ این دیدگاه کانال اطلاعاتی، از رویکرد نظریه اطلاعات نشات گرفته است.

## انواع مختلف کدگذاری‌های عصبی
فعالیت اسپایک-ی نورون‌ها ممکن است به گونه‌های مختلفی تعبیر و ترجمه و تفسیر شود. تقسیم بنودی‌های مختلفی رد این زمینه وجود دارد:
- تقسیم‌بندی بر اساس زمان: در بُعد زمان، دو نوع کدگذاری اصلی نورونی محل مناقشه و جدل هستند: کدگذاری مبنی بر نرخ و کدگذاری مبتنی بر زمان که در نواحی مختلف کارکردهای مختلفی دارند. این دو، برای مثال، به ترتیب در قشر مخ (کورتکس) و اعصاب اولیه ی حسی شناسایی شده‌اند.
- تقسیم‌بندی بر اساس جانگاری: طبقه‌بندی دیگری برای انوع کدگذاری نیز وجود دارد که (بر خلاف تقسیم‌بندی قبلی که بر حسب زمان بود) بر حسب موضع و محل قرارگیری نورونها در کنار یکدیگر (و در یک نقشهٔ فرضیی ارتباط میان آنها) است. در این تقسیم‌بندی، کدگذاری تُنُک (خلوت یا اسپارس) (sparse) در برابر کدگذاری چگال/متراکم (dense) در نظر گرفته می‌شود. در کد گذاری تُنُک، در هر لحظه، تعدادی کمی از نورون‌ها شدیداً فعال و در حال فعالیت هستند، و بقیه خاموشند. برای کدگذاری یک محتوای اطلاعاتی، یعنی تمایز یک حالت از محتوای کدگذاری شده از حالات دیگر، در هر حالت یک زیر مجموعهٔ متفاوت از آن گروه نورونهای درگیر در این کدگذاری فعال هستند. هر زیرمجموعه، یک الگوی (پترن) ترکیبیاتی را مشخص می‌کند که آن ترکیب، نمایانگر محتوایی متفاوت از سایر محتواهای ممکن است. (منظور از محتوای اطلاعاتی، تمایز نوع محرک است که در پاسخ الکتریکی آن گروه از نورونها نمود یافته است. این پاسخ به بقیهٔ مغز اعلان و اطلاعا رسانی می‌شود).
- تقسیم‌بندی بر اساس برچسب خط ورودی: همان شبیه مورد فوق (جانگاری) است، اما بر اساس آکسون‌های ورودی (فیبر و شاخه‌های آوران سیگنار ورودی به یک نورون یا گروه نورونی) تفسیر انجام می‌شود. هر آکسون ورودی یک برچسب از پیش تعیین شده دارد که برای گیرنده شناخته شده است. بر اساس اینکه کدامیک از خطوط ورودی فعال شده باشد، (یا کدام زیر مجموعه از خطوط: الگویی متشکل از بیش از یک ی از این خطوط) فعال شده باشد، یک تفسیر از آن خوانده می‌شود.
- کدگذاری مبتنی بر پیش‌بینی یا پریدیکتیو یا پیشبینیانه (پریدیکتیو کدینگ predictive coding) یک استراتژی کلی است که نمودهای مختلفی دارد و به عنوان یک اصل سازمان دهی برای طرزکار مغز، مورد توجه روزافزون قرار گرفته است. در طی آن در هر لحظه نورونها به‌طور فعال به پیش‌بینیِ لحظه‌ای و اصلاح (بازنگری و تطبیق) لحظه به لحظهٔ آن پیش‌بینی‌ها (برای مقصود تسک مورد نظر) مشغولند. در این دیدگاه، رابطهٔ سلسله مراتبی بین نورونهای مختلف، نوع سامان دهی بین پیش‌بینی‌های لحظه به لحظه، و همچنین اصلاح لحظه‌ایِ پیش‌بینی‌ها برقرار می‌کند.
- کدگذاری جمعیتی یا دسته‌ای (population coding) روشی است که مجمع ی از نورونها در کتار یکدیگر یک پارامتر یا سیگنال را کدگذاریی می‌کنند. در این حالت نوعی تقسیم وظایف انجام می‌شود. این نوع کد گذاری مناسب برای کدهای احتمالاتی است که در آنها عدم قطعیت (uncertainty) باید نمایش یابد.

## مرتبط
- کدگذاری فاز شلیک
- کدگذاری کانال در نظریه اطلاعات